# ボルチモア・オリオールズ (19世紀)

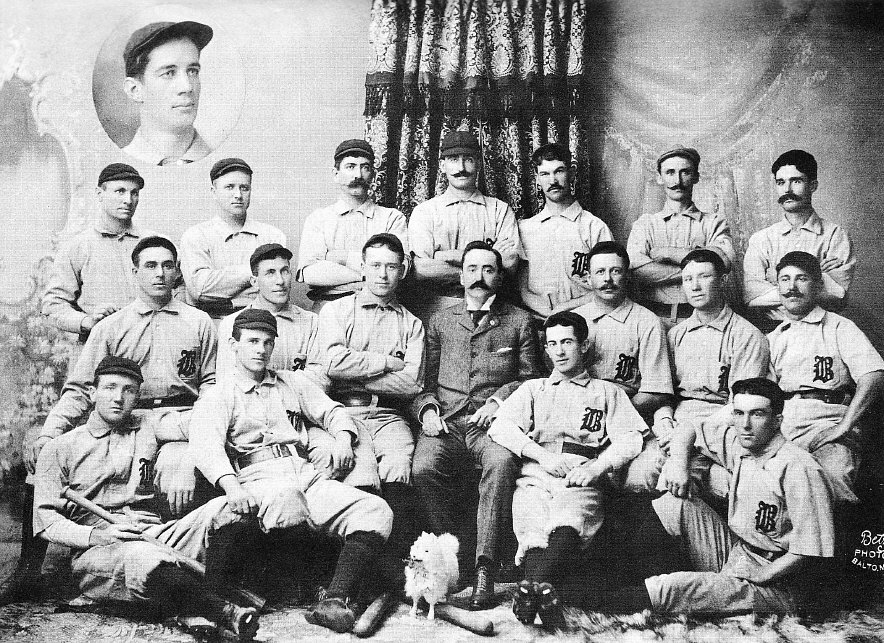
1896年のボルチモア・オリオールズ。中央でスーツを着ているのが監督のネッド・ハンロン、最前列右から二人目がウィリー・キーラー、最前列左から二人目がジョン・マグロー。

ここでは、1882年から1899年にかけて、メリーランド州ボルチモアを本拠地としてアメリカン・アソシエーションとナショナルリーグに加盟していたボルチモア・オリオールズ（Baltimore Orioles）について記述する。

## 球団史

### アメリカン・アソシエーション時代
1882年のアメリカン・アソシエーション創設に合わせてチームが作られた。最初の5年間は、うちリーグ最下位が4度と勝てないチームだった。成績がようやく上向いてきたのは1887年からで、前年にノーヒットノーランを達成したマット・キルロイが46勝を上げリーグの最多勝のタイトルを獲得し、同年初めて3位にまで浮上した。その後チームは1889年シーズン終了後に一度リーグを脱退し、マイナーのアトランティック・アソシエーションに参加していた。しかし1890年のシーズン中にブルックリン・グラディエイターズが解散したため、オリオールズはその穴を埋める形で再度リーグに復帰した。この頃はフィラデルフィアから移籍してきたセイディー・マクマホンが1890年と1891年の2年続けての最多勝投手になっている。1891年を最後にアメリカン・アソシエーションは消滅、オリオールズはナショナルリーグに移籍する。

### ナショナルリーグ時代
ナショナルリーグに移籍した1892年にチームの成績は46勝101敗と大きく落ち込むが、同年監督となったネッド・ハンロンの元でチームは徐々に再建のための戦力を蓄えた。同年にピッツバーグからジョー・ケリーを獲得、1893年にはヒューイー・ジェニングスをトレードで加入させ、1894年1月にはブルックリンとのトレードでダン・ブローザースとウィリー・キーラーを獲得する。一方で1891年にデビューしたジョン・マグローと監督のハンロンは勝つための様々な戦術（内野手のカットオフ・プレーやヒットエンドランの戦略化、『ボルチモア・チョップ』と呼ばれた地面に叩きつける打法など）を考案したことなどで、それまで長く低迷していたチームは1894年にナショナルリーグを制覇、1896年まで3連覇を成し遂げる。その後2年もリーグ2位とその強さを示していた。この頃オリオールズに在籍していた選手からは、後に何人ものアメリカ野球殿堂入り選手や監督が輩出されている。

### 球団の解体
1898年、当時のオーナーだったハリー・フォン・デル・ホーストは、球団運営でより高い収益を得ようと、ブルックリン・スパーバス（現ロサンゼルス・ドジャース）の株式を得て経営に参加、オリオールズと2つの球団の経営を掛け持ちしたことで、オリオールズの主力選手が揃ってブルックリンに移籍する事態が起きた。この時マグローはブルックリンへの移籍を拒み、翌1899年にオリオールズの兼任監督となる。マグローは既に主力を失って弱体化したチームを率い、リーグ4位と健闘した。しかし1人のオーナーによる複数球団の掛け持ち経営が問題視されたことで、ホーストは同年を最後にオリオールズを解体することになった。

## 戦績
| 年度   | リーグ | 試合 | 勝利 | 敗戦 | 勝率 | 順位 | 監督                                                       | 本拠地         |
| ------ | ------ | ---- | ---- | ---- | ---- | ---- | ---------------------------------------------------------- | -------------- |
| 1882年 | AA     | 74   | 19   | 54   | .260 | 6位  | ヘンリー・マイヤーズ                                       | Newington Park |
| 1883年 | AA     | 96   | 28   | 68   | .292 | 8位  | ビル・バーニー                                             | Oriole Park    |
| 1884年 | AA     | 108  | 63   | 43   | .594 | 6位  | ビル・バーニー                                             | Oriole Park    |
| 1885年 | AA     | 110  | 41   | 68   | .376 | 8位  | ビル・バーニー                                             | Oriole Park    |
| 1886年 | AA     | 139  | 48   | 83   | .366 | 8位  | ビル・バーニー                                             | Oriole Park    |
| 1887年 | AA     | 141  | 77   | 58   | .570 | 3位  | ビル・バーニー                                             | Oriole Park    |
| 1888年 | AA     | 137  | 57   | 80   | .416 | 5位  | ビル・バーニー                                             | Oriole Park    |
| 1889年 | AA     | 139  | 70   | 65   | .519 | 5位  | ビル・バーニー                                             | Oriole Park    |
| 1890年 | AA     | 38   | 15   | 19   | .441 | 6位  | ビル・バーニー                                             | Oriole Park    |
| 1891年 | AA     | 139  | 71   | 64   | .526 | 4位  | ビル・バーニー                                             | Union Park     |
| 1892年 | NL     | 152  | 46   | 101  | .313 | 12位 | ジョージ・バン・ホルトレン ジョン・ワルツ ネッド・ハンロン | Union Park     |
| 1893年 | NL     | 130  | 60   | 70   | .462 | 8位  | ネッド・ハンロン                                           | Union Park     |
| 1894年 | NL     | 129  | 89   | 39   | .695 | 1位  | ネッド・ハンロン                                           | Union Park     |
| 1895年 | NL     | 132  | 87   | 63   | .669 | 1位  | ネッド・ハンロン                                           | Union Park     |
| 1896年 | NL     | 132  | 90   | 39   | .698 | 1位  | ネッド・ハンロン                                           | Union Park     |
| 1897年 | NL     | 136  | 90   | 40   | .692 | 2位  | ネッド・ハンロン                                           | Union Park     |
| 1898年 | NL     | 154  | 96   | 53   | .644 | 2位  | ネッド・ハンロン                                           | Union Park     |
| 1899年 | NL     | 152  | 86   | 62   | .581 | 4位  | ジョン・マグロー                                           | Union Park     |

## 所属した主な選手
投手
- マット・キルロイ：通算141勝133敗。1887年にリーグ最多の46勝を挙げた。
- セイディー・マクマホン：通算173勝127敗。1890年、1891年と2年連続リーグ最多勝利。
- ジョー・マクギニティ：1899年にオリオールズでデビュー、同年28勝で最多勝利投手になった。

野手
- ジョン・マグロー：1898年、1899年最多得点。後に監督として大成する。
- ウィルバート・ロビンソン：捕手。後に監督としてアメリカ野球殿堂入り。
- ジョー・ケリー：1896年に最多盗塁。
- ヒューイー・ジェニングス：通算打率.313。後年監督としてデトロイト・タイガースをリーグ3連覇に導く。
- ウィリー・キーラー：外野手。1894年から1900年まで8年連続200安打。首位打者2回。
- トミー・タッカー：1889年に打率.372で首位打者。リーグ最多死球も5度記録した。

## 主な球団記録
球団記録
- ナショナルリーグ優勝：3回（1894-1896年）

打撃記録
- 通算安打数：1097（ウィリー・キーラー）
- 通算本塁打：40（ジョー・ケリー）
- 通算打点数：653（ジョー・ケリー）
- 通算盗塁数：369（ジョン・マグロー）

投手記録
- 通算勝利数：130（セイディー・マクマホン）
- 通算奪三振：1082（マット・キルロイ）
- 無安打試合
  - 1886年10月6日（マット・キルロイ）
  - 1893年8月16日（ビル・ホーク）[2]
  - 1898年4月22日（ジェイ・ヒューズ）